# 周廷弼 (实业家)

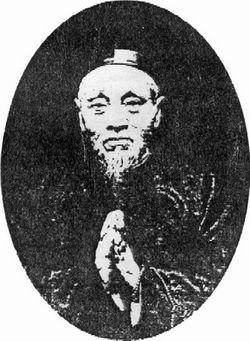

周廷弼（1852年—1923年）字舜卿，江苏无锡人，中国清末民初民族资本家。

## 生平
周廷弼于清朝咸丰二年（1852年）生于东埤小园里。其父为私塾教师，家庭贫苦。16岁时，周廷弼因家贫而随叔父周晓廷赴上海，在同乡丁明奎开办的利昌铁号充任学徒。他白天工作，晚上在夜校学习英语，经过几年学习，终于学会了英语口语。
一天，周廷弼在马路上拾到一张1000元支票，失主为英商大明洋行大班帅初。周廷弼登门将该支票还给了帅初。帅初十分感谢他，便聘他担任大明洋行雇员。
光绪四年（1878年），帅初交给周廷弼500两白银，在上海四川路桥附近开办升昌五金煤铁号，专门替大明洋行销售钢铁器材。不久，帅初回英国，周舜卿便将全部利润存入银行，自己分文未动。三年之后，帅初病逝，小帅初赴上海处理其遗产，发现这笔银行存款后，十分感激周廷弼，便将大部分存款赠与周廷弼。
周廷弼获得这笔巨资后，便投资工商业。他在升昌号旁开办了震昌煤铁号，又在奉天牛庄、湖北汉口以及家乡无锡先后创办了7个分号，在浙江温州开设同昌铁号。此后他在煤铁实业界成为巨擘，跃升为中国全国性的“煤铁大王”。
光绪十八年（1892年），周廷弼在家乡东埤创办了裕昌祥茧行，并在无锡的城乡分别设立了数家分行，代怡和洋行收购蚕茧，并且扩大了出口业务。1895年，周廷弼见各地对铁锅的需求量大，便在上海南市创建了新昌冶坊，随后新昌冶坊和同乡胡德培开设的“源来冶坊”合并，成立了“新源来冶坊”，新源来冶坊名列江苏省的八大冶坊的首位。周廷弼和无锡的薛南溟合股在上海七浦路开办永泰丝厂，并和陆润庠合作在苏州开办苏经丝厂，又开办了苏纶纱厂。
周廷弼的投资十分成功，获得丰厚利润，乃投资振兴家乡，在东埤筑路筑桥，兴办学校，开设店铺，使无锡东埤由农村变成了新兴集镇。光绪二十六年（1900年）起，此地成为周新镇。
1914年第一次世界大战爆发后，在国际市场上中国的生丝供不应求。周廷弼随即收回丝厂，自主经营。由于业务猛增，缫丝车增至330台。周廷弼还增办了各类企业，如无锡金钩桥的慎昌丝厂、周新镇的筒管厂、大连的油厂，并且投资开发锑矿。
1923年，周廷弼在无锡周新镇病逝，享年72岁。